# (4384) Henrybuhl
(4384) Henrybuhl – planetoida z głównego pasa planetoid okrążająca Słońce w ciągu 4 lat i 91 dni w średniej odległości 2,62 au. Została odkryta 3 stycznia 1990 roku w obserwatorium astronomicznym w Okutama przez Tsutomu Hiokiego i Shūjiego Hayakawę. Nazwa planetoidy pochodzi od Henry’ego Buhla Jr. (1848–1927), amerykańskiego filantropa, założyciela Fundacji Buhla. Przed jej nadaniem planetoida nosiła oznaczenie tymczasowe (4384) 1990 AA.